# Le Tambourin fantastique
Le Tambourin fantastique es un cortometraje mudo francés de 1907 dirigido por Georges Méliès. Fue vendido por la Star Film Company de Méliès y está numerado 1030-1034 en sus catálogos.

## Trama
Un mago, ayudado por su ayudante y dos mujeres vestidas de pajes, construye una gran pandereta con dos aros y un trozo de tela. El mago pinta una cara en la cabeza de la pandereta y mágicamente extrae botellas de vino y ropa, incluidos vestidos anticuados, de la cara. Multiplicando las páginas por cuatro, el mago les arroja los vestidos y realizan un breve baile.
A continuación, el mago toma el marco de la pandereta (ahora sin su parche) y, colgándolo de cables, hace que una de las mujeres se levante de él. Luego, él mismo desaparece en el marco, para asombro de su sirviente, antes de regresar para un truco final: separa el marco en dos aros, los convierte en las ruedas de una bicicleta y se aleja alegremente.

## Producción
El elenco incluye a Méliès como el mago, un actor llamado Manuel como su sirviente y Suzanne Faes como una de las cuatro mujeres. Manuel era un colaborador frecuente de Méliès, y desde 1906 supervisaba algunas de las películas realizadas en el Estudio B, el más grande de los dos estudios de Méliès. Los efectos especiales de la película se crean utilizando maquinaria escénica (incluidas estructuras ocultas, pintadas de negro, para ocultar actores y accesorios), empalmes de sustitución y exposiciones múltiples.
Una guía de la obra de Méliès, publicada por el Centro nacional de la cinematografía, señala que es divertido ver a Manuel, tantas veces subdirector de Méliès, aquí interpretando "el papel de sirviente que imita todos los gestos de su amo".